# Swan Hunter

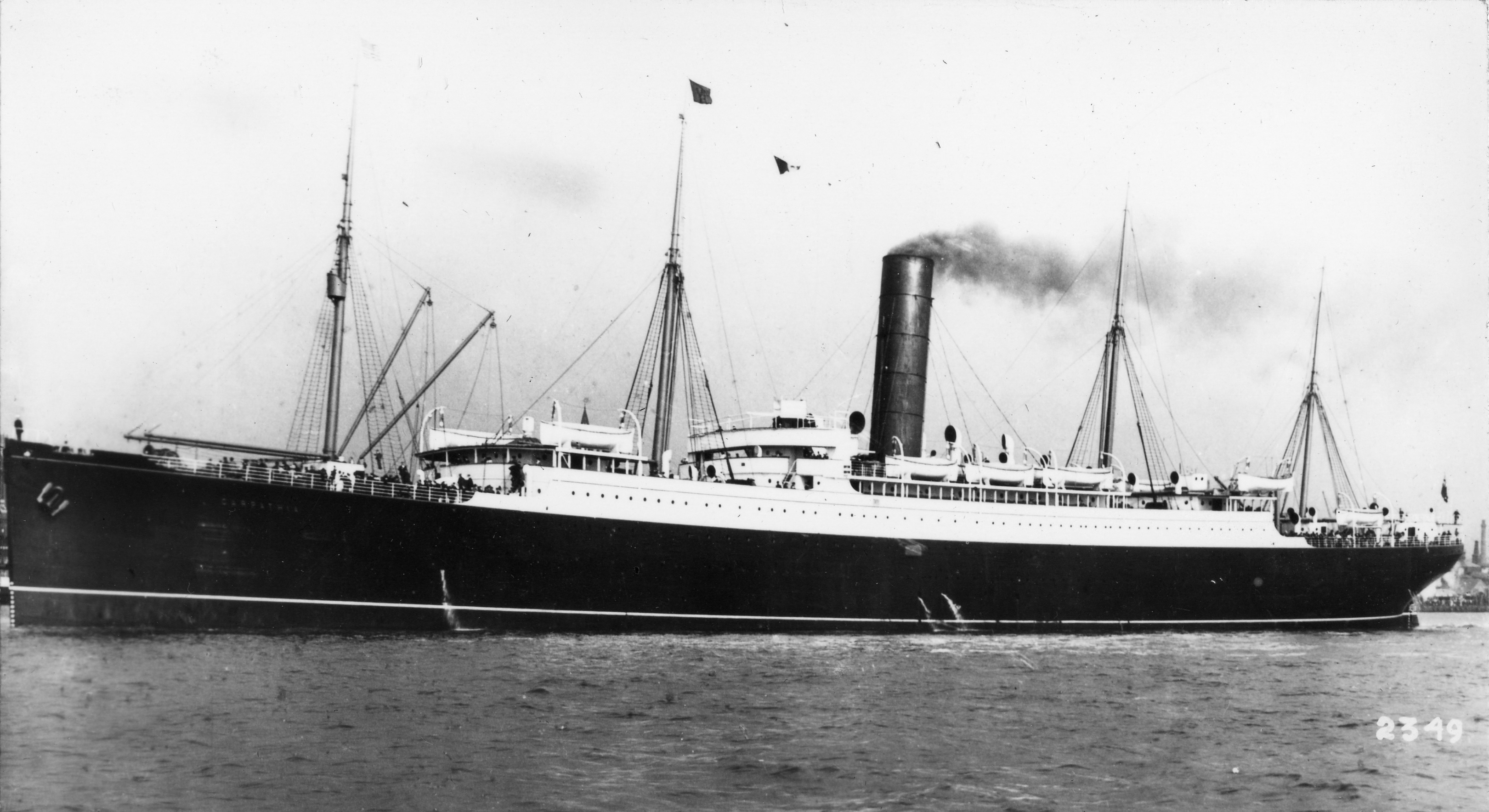
Carpathia, 1903 in Dienst gestellt

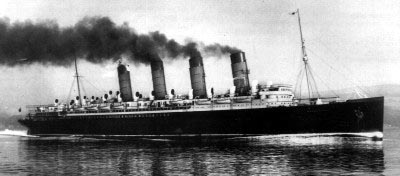
Mauretania, von 1904 bis 1907 bei Swan Hunter gebaut

Swan Hunter war ein bedeutendes britisches Schiffbauunternehmen. Die Werft in Wallsend im Metropolitan County Tyne and Wear musste im November 2006 Konkurs anmelden.

## Geschichte

### Gründung
1852 gründete Charles Mitchell eine kleine Werft in Walker-on-Tyne, einem östlichen Vorort von Newcastle upon Tyne, in die zwei Jahre später die Brüder Henry Frederick und Charles Sheridan Swan einstiegen. Das Unternehmen expandierte schnell und erwarb 1873 ein zusätzliches Grundstück in Wallsend, etwa einen Kilometer flussabwärts. George Burton Hunter beteiligte sich 1880 an dem Unternehmen, das nun als C. S. Swan & Hunter Ltd. firmierte.

### Aufstieg

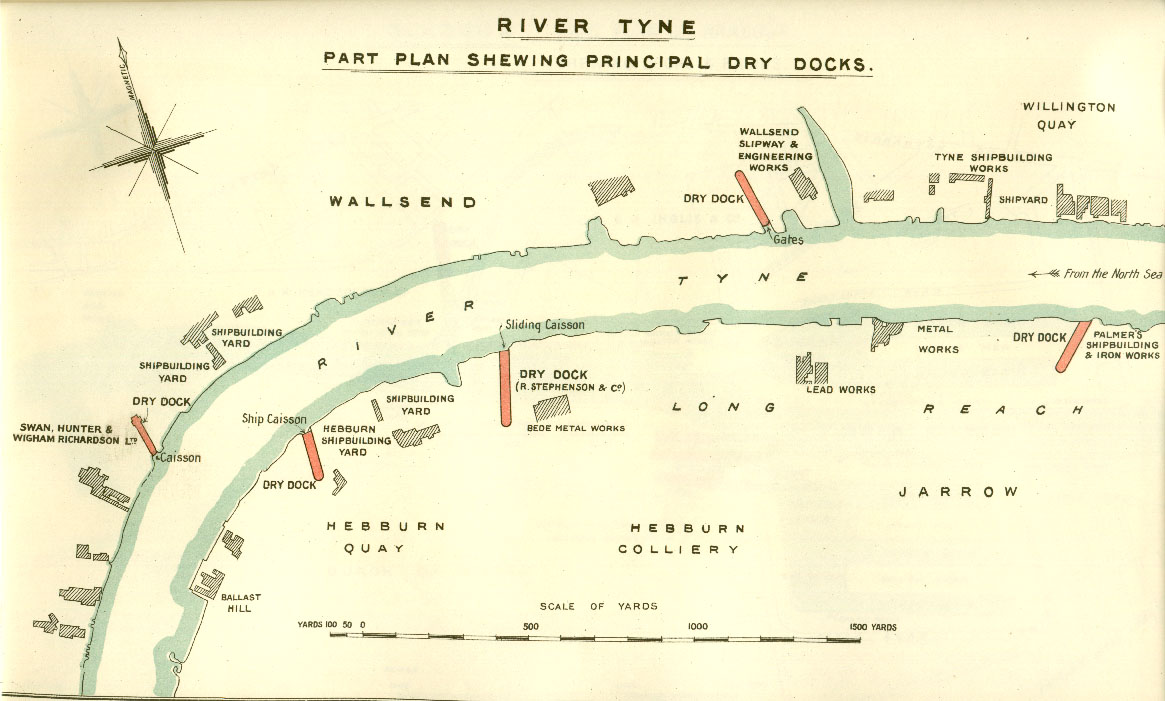
Lageplan von 1909

Durch das Aufkaufen weiter Grundstücke und konkurrierender Werften wurde C. S. Swan & Hunter 1897 zur größten Werft am Fluss Tyne und eine der größten des Vereinigten Königreichs. Im selben Jahr begann das Unternehmen als eines der ersten weltweit mit der Fertigung von Schwimmdocks. Zu diesem Zeitpunkt konnten auf der Werft nur Schiffe mit einer Länge von maximal 170 Metern gebaut werden, so dass 1902 mit dem Bau zweier Trockendocks mit einer Länge von 225 Metern begonnen wurde. Im Juni 1903 fusionierte die C. S. Swan & Hunter Ltd. mit der Wigham Richardson & Company Ltd., deren Werft Neptune Shipyard and Engine Works in Walker-on-Tyne 1860 von John Wigham Richardson gegründet worden war und sich bereits früh auf den Bau von Dampfschiffen spezialisiert hatte.
Die neue Firma Swan, Hunter & Wigham Richardson, Ltd. (kurz: Swan Hunter) kaufte noch im selben Jahr mehrere benachbarte Konkurrenten auf. Hierdurch wurden die bis dahin getrennt liegenden Werften in Walker-on-Tyne und Wallsend zu einem einzigen Werftgelände verschmolzen, das sich über fast zwei Kilometer entlang des Tyne erstreckte.

### Blütezeit

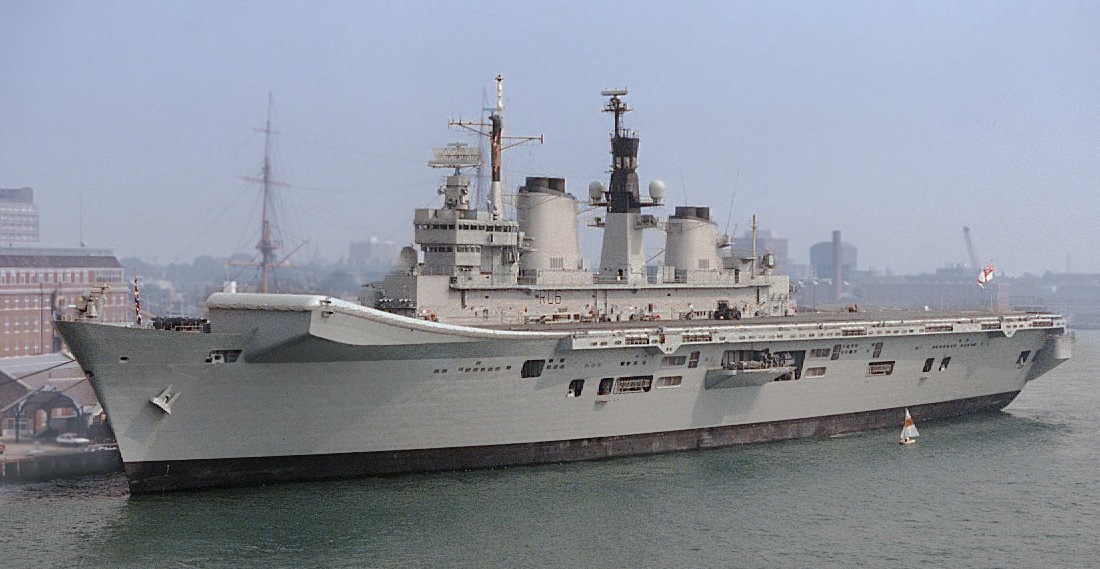
Flugzeugträger Illustrious

Ebenfalls 1903 erhielt die Werft den Auftrag zum Bau der Mauretania, die 1906 als damals größtes Schiff der Welt in Wallsend vom Stapel lief. Bereits im folgenden Jahr errang sie das Blaue Band für die schnellste Überquerung des Atlantiks und hielt diesen Titel für 22 Jahre bis 1929. Zur Erweiterung des Geschäftes kaufte Swan Hunter 1912 die am Clyde gelegene Werft Barclay, Curle and Company, welche Wartung, Reparatur und Modernisierung von Schiffen durchführte. Während beider Weltkriege baute Swan Hunter insgesamt über 100 Kriegsschiffe für die Royal Navy, darunter Flugzeugträger und Schlachtschiffe.
In den 1950ern begann die Werft ein großangelegtes Modernisierungsprogramm, um mit dem technischen Fortschritt mithalten zu können. Diese Investitionen zahlten sich aus und 1967 konnte Swan Hunter mit der Clelands Shipbuilding Company die letzte unabhängige Werft am Tyne aufkaufen und stieg zum größten Schiffbauunternehmen Englands auf. Der Firmenname wurde nun in Swan Hunter Shipbuilders Ltd. geändert und 1967 auch die Werft Grangemouth Dockyard Company erworben, diese stellte aber fünf Jahre darauf den Schiffbau ein. Zum 1. Januar wurde auch die Furness Shipbuilding Company in Haverton Hill übernommen. Gebaut wurden bei Swan Hunter nun hauptsächlich Öltanker und Containerschiffe, jedoch auch weiterhin Kriegsschiffe für die Royal Navy, wie die Zerstörer der Blackwood-Klasse. 1973 beschäftigte das Unternehmen etwa 12.000 Mitarbeiter und erhielt 1976 den prestigeträchtigen Auftrag zum Bau des Flugzeugträgers Illustrious und zwei Jahre später des Schwesterschiffes Ark Royal.

### Werftenkrise

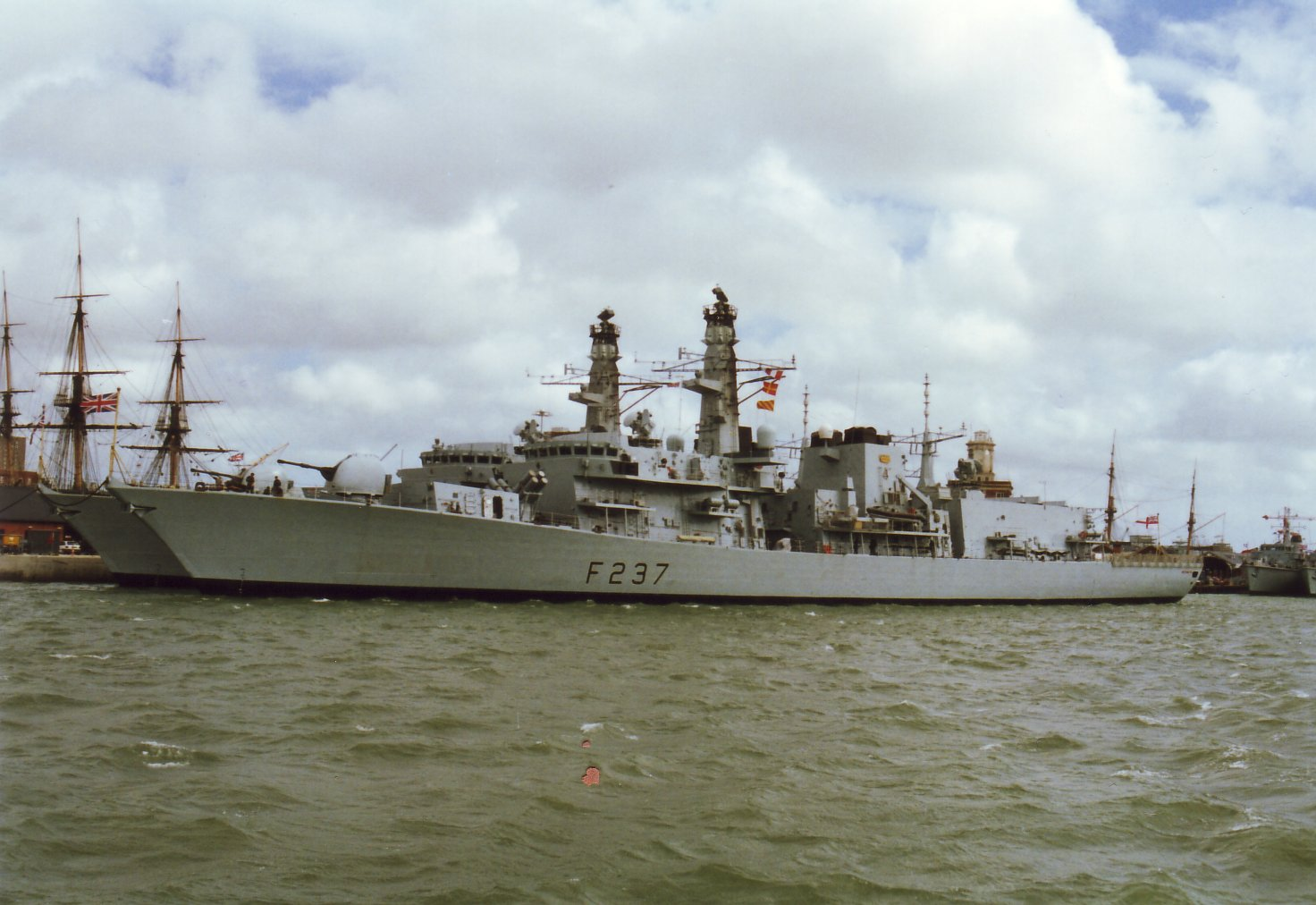
Fregatte Westminster

Um der einsetzenden Werftenkrise entgegenzuwirken, entschied sich die Regierung dennoch, einen Großteil der britischen Werften zum 1. Juli 1977 in der British Shipbuilders Corporation zu verstaatlichen, so auch Swan Hunter Shipbuilders. Dies war jedoch nur von kurzer Dauer, da die nachfolgende Regierung unter Premierministerin Margaret Thatcher die Werft bereits 1983 wieder privatisierte. Der Erfolg der vorherigen Jahrzehnte blieb nun jedoch aus und das Unternehmen war gezwungen, weite Teile des Werftgeländes zu schließen oder zu verkaufen. Ende der 1980er Jahre schien sich die Situation zu bessern, als die Werft von der Royal Navy den Auftrag zum Bau von vier Fregatten der Duke-Klasse und des Versorgungsschiffes Fort George erhielt, doch dies konnte die finanzielle Situation der angeschlagenen Werft nur vorübergehend verbessern. 1993 bewarb sich Swan Hunter Shipbuilders vergeblich um den Bau des Hubschrauberträgers Ocean und musste im folgenden Jahr erstmals Konkurs anmelden.

### Konkurs

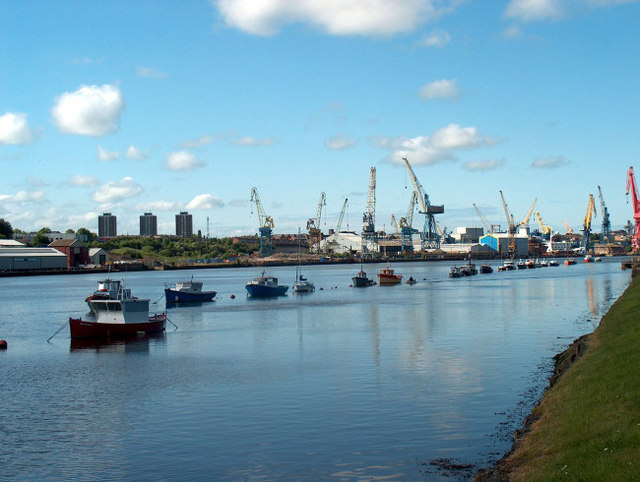
Blick über den Tyne auf die ehemalige Swan-Hunter-Werft

Die Werft wurde schließlich 1995 von dem Investor Jaap Kroese übernommen und in Swan Hunter umbenannt. Man spezialisierte sich nun auf den Bau von Ölbohrinseln und Versorgungsschiffen, versuchte jedoch auch weiterhin Aufträge der Marine zu erhalten. Am 26. Oktober 2000 erhielt Swan Hunter den Auftrag zum Bau von zwei Docklandungsschiffen der Bay-Klasse für die Royal Navy und hoffte durch dieses Prestigeprojekt die Krisen der vergangenen Jahre hinter sich lassen zu können. Während des Baus der beiden Schiffe RFA Largs Bay und RFA Lyme Bay kam es jedoch mehrfach zu Verzögerungen aufgrund technischer Probleme und massiver Budgetüberschreitungen. Letztendlich brachte der Bau der Bay-Klasse der Werft einen Verlust von über 25 Millionen Pfund ein. 2005 teilte das Verteidigungsministerium entgegen vorherigen Ankündigungen schließlich mit, dass Swan Hunter nicht am Bau der neuen Flugzeugträger der Queen-Elizabeth-Klasse beteiligt werden würde, ein Projekt, das die Werft fest eingeplant hatte.
Am 3. September 2005 lief mit der Lyme Bay das letzte Schiff bei Swan Hunter vom Stapel. Ein Versuch, die Firma durch eine Umstrukturierung und die Spezialisierung auf Schiffsverschrottungen zu retten, schlug fehl. Im November 2006 meldete die Werft endgültig Konkurs an. Im April 2007 wurde die gesamte Ausstattung der Werft nach Indien verkauft.

## Bekannte Schiffe

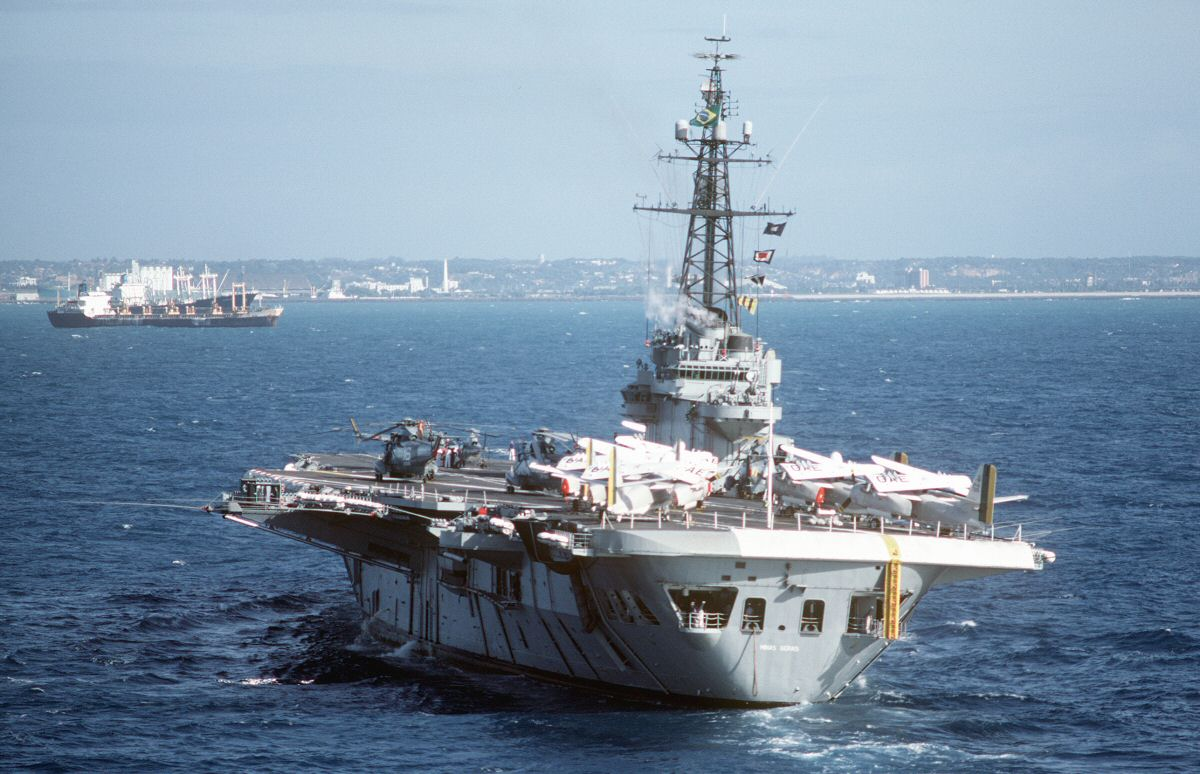
Vengeance

- Carpathia – 1902
- Mauretania – 1906
- Ceylan – 1907
- Laconia – 1911
- Laconia – 1921
- Alnwick – 1928
- Sidi Bel Abbès – 1929
- Anson – 1940
- Vengeance – 1944
- Atlantic Conveyor – 1969
- Vistafjord – 1973
- Derbyshire – 1976
- Kharg – 1977
- Illustrious – 1981
- Ark Royal – 1981